# Nannodastiidae
Nannodastiidae zijn een familie uit de orde van de tweevleugeligen (Diptera), onderorde vliegen (Brachycera). Wereldwijd omvat deze familie 2 genera en 5 soorten.

## Soorten
- Geslacht Azorastia Frey, 1945
  - Azorastia gemmae Carles-Tolrá, 1994
  - Azorastia mediterranea Papp, 1980
  - Azorastia minutissima Frey, 1945
- Geslacht Nannodastia Hendel, 1930
  - Nannodastia horni Hendel, 1930
  - Nannodastia atlantica Papp & Mathis, 2001